# Acido poliglicolico
L'acido poliglicolico o poliglicolide (PGA) è un polimero biodegradabile, termoplastico ed il più semplice membro della famiglia di poliesteri lineari alifatici. Può essere sintetizzato tramite condensazione o polimerizzazione ad apertura d'anello dell'acido glicolico. L'acido poliglicolico è noto sin dal 1954 come un polimero capace di formare fibre molto resistenti, tuttavia a causa della sua instabilità idrolitica il suo uso è stato limitato. Attualmente il PGA ed i suoi copolimeri sono ampiamente utilizzati come materiali per la preparazione di suture riassorbibili e sono anche al centro di studi in campo biomedico.

## Proprietà fisiche
L'acido poliglicolico possiede una temperatura di transizione vetrosa compresa fra i 35-40 °C ed una temperatura di fusione individuabile fra i 225-230 °C. Questo polimero è anche caratterizzato da un elevato grado di cristallinità (attorno al 45-55%), che lo rende insolubile in acqua. La solubilità dell'acido poliglicolico in generale rappresenta un caso del tutto particolare, in quanto la sua forma ad alto peso molecolare è insolubile in pressoché qualunque solvente organico comunemente usato (acetone, diclorometano, cloroformio, acetato di etile e tetraidrofurano), mentre gli oligomeri a basso peso sono caratterizzati da proprietà fisiche sufficientemente diverse da essere invece solubili. Solventi contenenti un elevato numero di atomi di fluoro, quali 1,1,1,3,3,3-esafluoro-2-propanolo e esafluoroacetone sono tuttavia in grado di dissolvere l'acido poliglicolico al alto PM, permettendo la preparazione di soluzioni utili nella preparazione di fibre e film. Le fibre di PGA, che si presentano molto rigide, sono caratterizzate da un valore elevato del modulo di Young pari a 7 GPa.

## Sintesi
L'acido poliglicolico può essere preparato seguendo diversi processi di sintesi che fanno uso di differenti substrati:
1. condensazione di acido glicolico
2. polimerizzazione ad apertura d'anello di glicolide
3. condensazione allo stato solido di alogenoacetati
4. reazione con catalisi acida di monossido di carbonio e formaldeide

La condensazione dell'acido glicolico è la via sintentica più semplice, tuttavia non è particolarmente efficiente, in quanto porta alla produzione di un polimero a basso PM. La procedura tipo prevede di riscaldare operando a pressione atmosferica l'acido glicolico a 175-185 °C fino a che l'acqua che si forma durante la reazione non cessa di distillare. Successivamente la pressione viene portata a 150 mm Hg, senza alterare la temperatura, e dopo circa due ore di reazione si ottiene la conversione pressoché completa ad acido poliglicolico.
Il procedimento più comunemente usato per produrre l'acido glicolico consiste nella polimerizzazione ad apertura d'anello del glicolide, il diestere ciclico dell'acido glicolico. Questo dimero può essere preparato tramite trattamento termico a pressione ridotta del PGA a basso PM. La polimerizzazione ad apertura d'anello richiede un catalizzatore che può essere scelto fra i composti dell'antimonio, come il triossido di diantimonio o i trialogenuri di antimonio, i composti dello zinco (zinco lattato) ed i composti dello stagno, come lo stagno ottoato (Stagno(II)-2-Etilesanoato) o gli alcossidi dello stagno. Lo stagno ottoato è in particolare il catalizzatore più soventemente utilizzato, in quanto rientra nella lista degli stabilizzanti alimentari approvati dalla Food and Drug Administration e viene pertanto considerato innocuo. Altre sostanze sono state testate con successo come catalizzatori per questo tipo di polimerizzazione e fra queste si annoverano alluminio isopropossido, calcio acetilacetonato e un certo numero di alcossidi dei lantanidi (ad es. ittrio isopropossido. La procedura per preparare l'acido poliglicolico prevede l'aggiunta di una quantità catalitica dell'iniziatore prescelto ad un recipiente di reazione contenente il glicolide in atmosfera di azoto ad una temperatura di 195 °C. La reazione viene fatta proseguire per circa due ore, alzando poi la temperatura a 230 °C per un'ulteriore mezz'ora. Infine, una volta solidificato, il polimero ad alto PM ottenuto viene recuperato.
Una nuova procedura per la preparazione dell'acido poliglicolico è rappresentata dalla condensazione di alogenoacetati con formula generica X-CH2COO-M+ (dove M rappresenta un elemento metallico monovalente come sodio ed X è invece un alogeno come cloro), che porta alla formazione di PGA e piccoli cristalli di un sale. La condensazione viene eseguita scaldanto un alogenoacetato, quale ad esempio il sodio cloroacetato, ad una temperatura fra 160-180 °C, con un flusso continuo di azoto. Durante la reazione si formano il polimero e cloruro di sodio, quest'ultimo in forma di un precipitato intrappolato nella matrice di PGA; il sale viene facilmente rimosso con lavaggi di acqua.
L'acido poliglicolico viene preparato anche per mezzo di una reazione con catalisi acidi fra monossido di carbonio e formaldeide o paraformaldeide o triossano. Lavorando in un'atmosfera di monossido di carbonio si caricano in un'autoclave acido clorosolforico, diclorometano e triossano, quindi si immette monossido di carbonio fino al raggiungimento di uno specifico valore di pressione; la reazione viene fatta procedere a circa 180 °C per due ore. Al termine il monossido non reagito viene ventilato e si può recuperare dall'autoclave una miscela di PGA a basso ed alto PM.

## Degradazione
Il PGA è caratterizzato da instabilità idrolitica a causa della presenza nella sua struttura di una serie di legami estere. Il processo di degradazione è erosivo e sembra seguire due passaggi, durante i quali il polimero viene riconvertito ad acido glicolico. Nella prima fase l'acqua si insinua nelle regioni amorfe non cristalline del materiale, scindendo i legami estere presenti; la seconda fase inizia quando la regione amorfa è stata erosa, lasciando esposta all'azione dell'acqua la porzione cristallina del polimero. Quando la struttura cristallina collassa, la catena polimerica si dissolve.
Quando esposto a condizioni fisiologiche l'acido poliglicolico di degrada ad opera di processi di idrolisi casuale, ma anche ad opera di alcune classi di enzimi, in particolare appartenenti alla famiglia delle esterasi. Il prodotto di degradazione, l'acido glicolico, è non tossico e può entrare nel ciclo di Krebs, al termine del quale viene secreto in forma di acqua e anidride carbonica. Una parte dell'acido glicolico viene anche eliminata in forma di urina.
Gli studi condotti su suture realizzate in acido poliglicolico hanno mostrato come il materiale perda la metà della sua resistenza in circa due settimane ed il 100% in un mese. Il polimero viene poi completamente riassorbito dall'organismo in una finestra temporale di 4-6 mesi.

## Usi
Benché noto sin dal 1954, l'acido poliglicolico trovò pochi utilizzi a causa della sua facilità a degradarsi, se comparato con altri materiali sintetici. Tuttavia nel 1962 il PGA fu utilizzato per sviluppare la prima sutura sintetica riassorbibile, venendo brevettato col nome "Dexon".[1] Poiché le fibre di acido poliglicolico sono resistenti ed in grado di degradare fino a monomeri idrosolubili, le suture preparate con questo materiale riscossero un notevole successo nel campo della chirurgia, in particolare per il vantaggio di non dover eseguire successive operazioni per la rimozione dei punti. Utilizzando acido poliglicolico sono stati preparati anche Dispositivi medici impiantabili biodegradabili, come viti, piatti, bacchette e spilli.
Il ruolo giocato dal PGA nel campo delle suture biodegradabili hanno poi aperto la via all'utilizzo di questo materiale anche in campo biomedico, ad esempio nel settore dell'ingegneria dei tessuti e del rilascio controllato di farmaci. Scaffold per l'ingegneria dei tessuti sono stati preparati con PGA secondo diversi approcci, ma il più utilizzato prevede l'utilizzo di tecniche di tipo tessile per costruire strutture in forma di "non-tessuti" (nonwovens) altamente fibrose entro cui crescere cellule.

## Copolimeri
Allo scopo di ottenere un polimero con caratteristiche specifiche, diversi copolimeri dell'acido poliglicolico sono stati preparati usando altri monomeri. I copolimeri presentano caratteristiche intermedie in termini di velocità di degradazione e solubilità a seconda del rapporto fra i vari monomeri usati nella sintesi e della natura stessa di tali monomeri. I copolimeri più noti del PGA, che vengono anch'essi impiegati nel campo delle suture riassorbilibili, sono l'acido poli(lattico-co-glicolico) acido glicolico più acido lattico, poli(glicolide-co-caprolattone) acido glicolico più ε-caprolattone e poli(glicolide-co-trimetilene carbonato) acido glicolico più trimetilene carbonato.